# Colutea armena
Colutea armena är en ärtväxtart som beskrevs av Pierre Edmond Boissier och Alfred Huet du Pavillon. Colutea armena ingår i släktet blåsärter, och familjen ärtväxter. Inga underarter finns listade i Catalogue of Life.